# 1997年飓风丹尼
飓风丹尼（英語：Hurricane Danny）是1997年大西洋飓风季期间唯一登陆美国的飓风，也是全季第4场热带风暴和第2场飓风。系统于7月17日达到热带风暴强度，创下大西洋飓风季中形成时间最早的第5场热带或亚热带风暴纪录，直到2005年才被飓风艾米莉打破。与本季前4场热带或亚热带气旋相同，丹尼的起源也不属热带天气系统，而是源自一股由低压槽催生后进入墨西哥湾温暖水域上空的对流。由于两个高气压的影响，系统向东北方向穿过墨西哥湾，这样的前进方向和路径对于7月中旬的热带气旋来说非常罕见。丹尼在美国墨西哥湾沿岸地区登陆，然后经过美国东南部，最终还给新英格兰部分地区带去了风和雨。
飓风产生了极端降水和多场龙卷风，沿途造成大规模破坏，共导致9人死亡，经济损失1亿美元（1997年美元，相当于2025年的1.96億美元）。风暴在阿拉巴马州产生的降雨量创下新纪录，其中多芬岛高达932毫米。美国墨西哥湾沿岸许多地区出现洪灾、停电和侵蚀，救援工作也只能通过被洪水淹没的道路展开。气旋催生的龙卷风对美国东岸造成重大损失。全部9名遇难者中阿拉巴马州近海1人，乔治亚州4人，南卡罗莱纳州和北卡罗莱纳州各2人。

## 气象历史
7月13日，美国东南部上空一片广阔的中对流层低压槽在下密西西比河谷上空催生出一片对流区，这片对流向南飘移进入墨西哥湾的温暖水域。随着对流进入墨西哥湾，路易斯安那州近海形成了一片微弱并且孤立的表面低气压。系统环流稳步扩张，起初其表面的风和对流都时断时续。7月16日，系统中心附近的深层对流有所增长并组织起来，石油平台和海面浮标的报告表明其风速已经达到每小时50公里。根据这些观测结果，估计系统于7月16日在路易斯安那州西南沿海以南约240公里海域发展成1997年大西洋飓风季的第四号热带低气压。

经过路易斯安那州东南部上空以后的飓风丹尼

次日，热带低气压在向东北方向飘移的过程中缓慢组织起来。7月17日，深层对流的发展和组织速度有大幅提高，系统也在当天晚些时间达到热带风暴强度并获命名为“丹尼”（Danny）。从7月17日晚到7月18日，丹尼因所在的墨西哥湾外界环境有利而迅速发展出深层对流和带状特征，于7月18日晚达到飓风强度标准。由于身处两个高气压系统之间，丹尼继续向东北方向前进，这对于7月的北大西洋热带气旋来说很不寻常。气旋从路易斯安那州东南部的密西西比河三角洲上空经过，于7月18日晚到达密西西比州近海并继续增强，再于7月19日清晨达到风力时速130公里的最高强度。不过丹尼的规模很小，只有其风眼范围内的风速才达到飓风强度。7月19日，风暴在莫比尔湾（Mobile Bay）的河口附近一度基本停止前进，然后转向东进，于当天晚些时候在阿拉巴马州乌鱼点进行了最后一次登陆。
风暴在继续北上的过程中迅速减弱，于7月20日降级成热带低气压。虽然低气压的强度较弱，但却在先后经过阿拉巴马州、乔治亚州、南卡罗莱纳州和北卡罗来纳州期间保持了层次分明的云层格局。由于后方有锋的影响，丹尼于7月24日在北卡罗莱纳州上空增强成热带风暴。这种罕见现象的出现主要是因一片逐渐发展的低压槽与其关联斜压区的相互作用导致。丹尼从北卡罗莱纳州和弗吉尼亚州边界以北、弗吉尼亚海滩附近进入大西洋，然后迅速达到风速每小时100公里的第二波最高强度，并且继续快速向东北方向的大西洋水域前进。接下来由于一股强烈的中到上层气旋影响，丹尼转向北上，对马萨诸塞州构成威胁。7月26日，风暴在南塔克特东南方向仅50公里洋面基本停止移动，然后转向东进，于当天晚些时候转变成温带气旋。7月27日，系统与一片锋区融合。

## 防灾措施

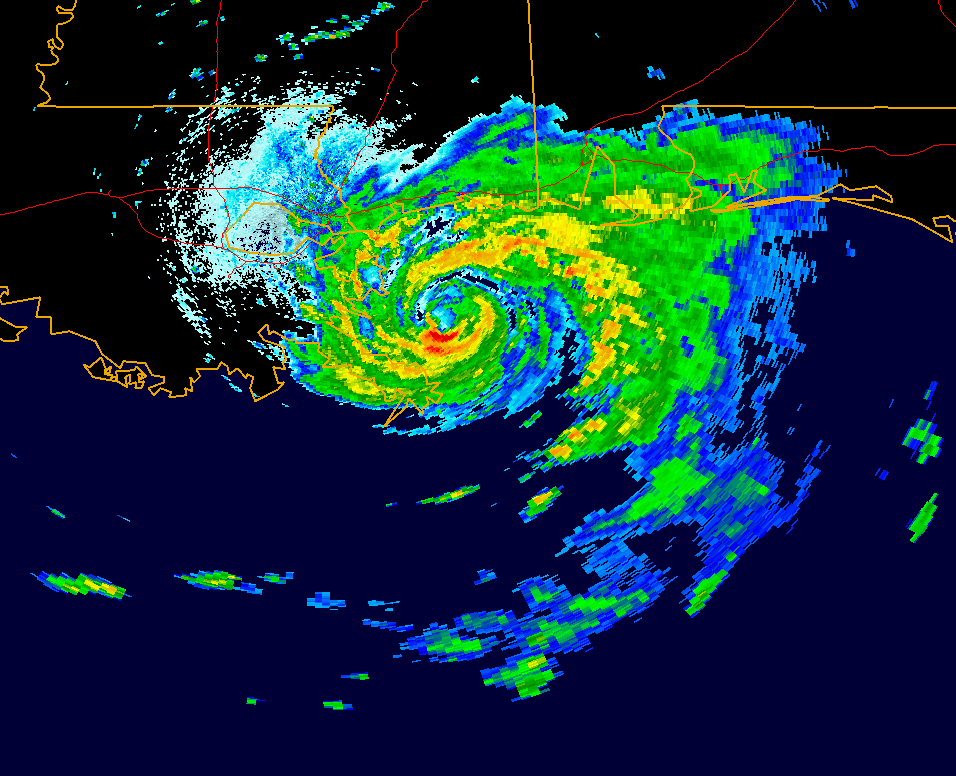
位于墨西哥湾近海的飓风丹尼

7月17日，随着丹尼增强成热带风暴，美国国家飓风中心向路易斯安那州、密西西比州和阿拉巴马州沿海发布了飓风观察预警。7月18日，气旋达到飓风强度，之前发布的观察预警也在风暴登陆路易斯安那州东南部数小时前升级成飓风警告，这时距丹尼登陆阿拉巴马州还有超过一天时间。格兰德艾尔市长亚瑟·巴伦格（Arthur Ballenger）下令疏散镇上1500位居民，这一决定主要是因为岛上有大量游客，需要防止出现任何人无法离岛的情况。由于风暴可能会产生1.5米高的风暴潮，这会导致唯一能够离岛的公路被淹。圣贝尔纳堂区官方向居民分发了沙袋，用来封堵容易被淹的道路，同时官员还建议居民离开这一地区。
飓风来袭前，密西西比州和阿拉巴马州州长宣布进入灾害紧急状态，当时预计会遭遇高达2.7米的风暴潮和500毫米降水。莫比尔县开设了6个避难所，但前来躲避的市民寥寥无几。政府还曾考虑在密西西比州比洛克西的当地赌场和海滩附近开设避难所。
马萨诸塞州东南部在受到热带风暴强度大风影响数小时前收到了热带风暴警告，这时离丹尼距该州海岸线最近的时刻还有不到12小时。

## 影响

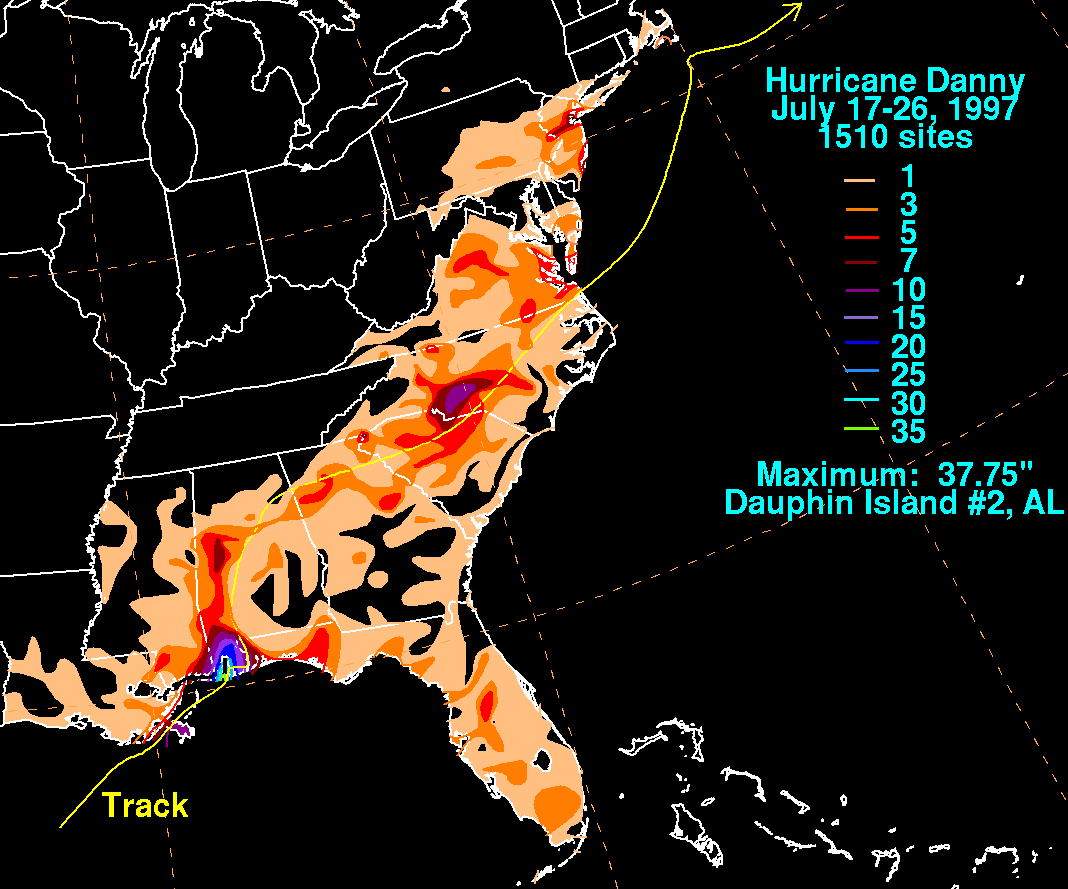
飓风丹尼的降水分布

丹尼的规模较小，一共造成了价值1亿美元（1997年美元，相当于2025年的1.96億美元）的破坏，还直接引起4人丧生、间接导致5人遇难。

### 墨西哥湾沿岸
新奥尔良以东的许多堂区受到狂风暴雨的冲击。由于风暴产生极端降雨量的范围主要集中在中心向外很小的半径范围内，因此引发的洪灾也比较有限，否则将会导致灾难性的后果。格兰德艾尔和普拉克明堂区部分地区是路易斯安那州受灾最严重的地区。格兰德艾尔记录的阵风时速达160公里，风暴潮也有1.6米高。新奥尔良路易斯阿姆斯特朗国际机场在7月19日的持续风速为每小时45公里，阵风时速53公里。普拉克明堂区威尼斯（Venice）一个计量器记录下的水位达到1.5米。风暴潮高于正常水平0.6到0.9米。墨西哥湾有一艘载有7名德州人、距海岸线64公里的游艇需要海岸警卫队派出直升机救援，船上的人因无线电损坏而无从得知自己正驶向风暴。获救后，他们到新奥尔良市郊的一所医院接受轻伤治疗。
路易斯安那州至少有1万人失去供电。普拉克明堂区比勒斯（Buras）一处大型游艇码头出现1.2米高的风暴潮，在几分钟的时间就有多达130艘船只受损或沉没。格兰德艾尔和格兰德特雷岛都出现了海滩侵蚀，格兰德艾尔还有许多商业渔船严重受损，另有160户家庭和80家企业受到破坏。杰佛逊堂区和普拉克明堂区分别遭受了150万美元（1997年美元，相当于2025年的294萬美元）和350万美元（1997年美元，相当于2025年的686萬美元）的损失。杰佛逊堂区各地都出现严重洪灾，有163户家庭和84家企业受到影响。与此同时，普拉克明堂区也有10套房屋和35辆拖车受损，有8家企业至少部分被淹，40艘商业渔船受创。拉福什堂区没有出现严重破坏的报道。恩派尔（Empire）和威尼斯是普拉克明堂区受灾最严重的地区。普拉克明堂区在飓风保护防洪堤以内的树木、电线、屋顶和移动房屋受到持续性的破坏，此外经历约255毫米降水后，堂区内也四处出现局部洪灾。地势较低的泰勒博恩堂区有部分公路因风暴潮被淹，圣贝尔纳堂区和新奥尔良堂区也有部分道路被淹，这些地区都位于飓风保护堤以外。由于丹尼的覆盖范围很小，路易斯安那州最东南部其它区域所受破坏基本可以忽略不计。
杰克逊县东部是密西西比州受灾最严重的地区。帕斯卡古拉在7月19日记录的阵风时速为55公里。帕斯卡古拉机场从7月17到19日间降雨量达到200毫米。杰克逊县最东南角有部分街道和房屋被淹，这些区域的排水系统性能欠佳。据应急管理官员表示，密西西比州沿海没有受到严重破坏。帕斯卡古拉近海的一个石油钻井被扯离系泊处，导致近1900升油料倒入大海。
到7月19日晚，美国红十字会已经向阿拉巴马州、密西西比州和佛罗里达州的超过2000人提供庇护所。
丹尼给阿拉巴马州带去极端的降雨量。根据美国水文气象预报中心的报告，多芬岛的降雨量高达959毫米，是该州降水最多的所在。多芬岛海洋实验室记录下的降雨量为932毫米，但由于其雨量计所在位置的影响，有可能并非所有的降水都得到了计量，记录降雨量可能低于实际情况。多普勒天气雷达的估计数值表明多芬岛近海的降雨量在1090毫米左右。除降水外，182号高速公路位于鲍德温县格尔夫海岸和摩根堡（Fort Morgan）之间的中途位置路段出现高达1.98米的风暴潮。风暴在阿拉巴马州沿海停留期间，占主导地位的偏北风迫使莫比尔湾的水退出，结果潮水比正常水平还要低0.61米。观察员指出，如果海湾没有保留原有河道，那么其中的水将在大风的驱动下不受阻碍地在海湾横行。此外，海湾沿岸一幢在建的四层分契式公寓楼因大风倒塌。阿拉巴马州一共出现了三场龙卷风，一场在奥兰治海滩，一场在欧佩莱卡，还有一场在莫比尔县的阿拉巴马港（Alabama Port），不过造成的破坏都很小。
虽然风暴对墨西哥湾北部构成了显著影响，但这片海域只有1人直接因丹尼丧生，这名男子在摩根堡附近洋面因从船上跌落海中而溺毙。同时该地区还有一人在风暴期间试图固定自己位于阿拉巴马州海岸的船只时因心脏病发去世，属于风暴间接导致的人员伤亡。多条道路被淹或无法通行达数天之久，例如莫比尔县境内的10号州际公路沿线及其南面路段、乔克托县中部和南部以及鲍德温县道路。莫比尔县境内的福尔河与鲍德温县境内的费什河泛滥成灾，对沿岸民房构成严重破坏。多芬岛的大部分道路都被超过30厘米的洪水淹没。莫比尔湾沿岸有一些民宅已接近塌入海中的状态，还有一套民房必须朝后方的内陆移动，以免房屋倒塌。莫比尔县和鲍德温县有至少4.4万人在风暴期间遭遇停电。莫比尔县以北的乔克托县乡村有多户家庭因道路被淹、车辆被困而需要救援。多芬岛大部分房屋和企业、莫比尔湾西海岸的大部分建筑物，以及从摩根堡向东至奥兰治海滩大部分建筑物的屋顶受损。整个阿拉巴马州一共遭受了6050万美元（1997年美元，相当于2025年的1.19億美元）的财产损失，此外该州的长山核桃和松树还受到了价值250万美元的破坏（1997年美元，相当于2025年的490萬美元）。

### 美国东岸

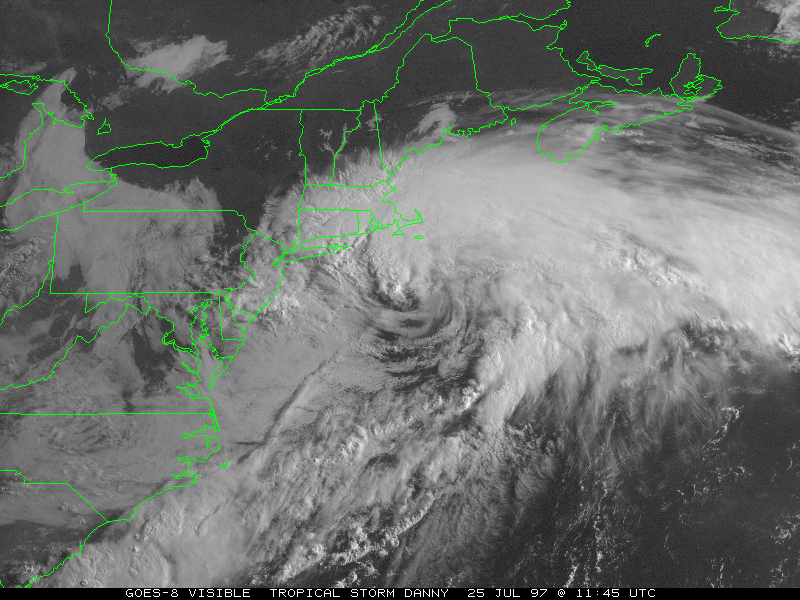
位于马萨诸塞州以南的热带风暴丹尼

佛罗里达州艾斯康比亚县的棉花作物受到一定程度的破坏，该州西北部其它地区受这场风暴的影响很小。巴拿马城地区发生轻度淡水洪灾。一场原计划于7月19日在彭萨科拉五旗赛道举行的赛车比赛因飓风丹尼的影响推迟到9月13日进行。到达乔治亚州和南、北卡罗莱纳州时，气旋的潜在影响已经减弱，但还是在途经这些州的西部期间产生了200到300毫米降水。乔治亚州的奥古斯塔有14名南卡罗莱纳州国民警卫队员被闪电击中，其中一人必须到医院的重症监护室治疗，另外6人到医院接受诊治后出院。乔治亚州有4人因风暴引起的交通事故丧生，属于丹尼导致的间接伤亡。一片强烈的雷暴区在南卡罗莱纳州催生出5场着陆的龙卷风，其中一场途经勒星顿县时摧毁了一套复式住宅，屋内一名女子遇难。一场藤田级数达到、宽约183米、长6公里的龙卷风在加斯顿东北部行进了约5公里，造成1人死亡、6人受伤、13套民宅被毁，另有多套受损，经济损失94.2万美元（1997年美元，相当于2025年的185萬美元）。气旋在弗吉尼亚州上空期间也催生了多场龙卷风和海龙卷风，其中大部分出现在诺福克、朴次茅斯和汉普顿。朴次茅斯有一场宽约46米，长约1600米的级龙卷风着陆并行进了约1600米，摧毁了一个洗车场，还令7幢建筑物受损，其中6套是商户，并且掀翻了一辆半挂车，造成价值40万美元的损失（1997年美元，相当于2025年的783499.17美元）。费耶特维尔测得的降雨量为72毫米，中大西洋各州其他地区的降雨量约为76毫米。
夏洛特有一位小女孩在暴雨期间被卷入溪流导致溺亡，还有一位成年女性在自己的车里淹死。丹尼产生的降雨导致北卡罗莱纳州一辆CSX运输公司火车从栈桥上出轨落入下方的溪流，溢出约9500升柴油，迫使附近的公共房屋建设工地予以疏散。马萨葡萄园岛、南塔克特和鳕鱼角部分地区受到持续风速达热带风暴强度的大风影响，同样受到影响的还有巴泽兹湾的入海口到鳕鱼角以南和以东的沿海水域。强风吹袭的主要是马萨诸塞州东南部，但导致的破坏程度很轻，只出现一些局部性的洪水、停电、树枝断裂及船只失踪。7月25日大部分时间里前往南塔克特岛的渡船予以暂停，玛莎葡萄园岛也有同样情况，但暂停的时间较南塔克特岛短。该州没有出现严重的沿海洪灾，南塔克特开设了一间避难所，供在当地野营的美国童军躲避。丹尼是整个20世纪里在7月影响新英格兰的第五场热带气旋。

## 善后和纪录

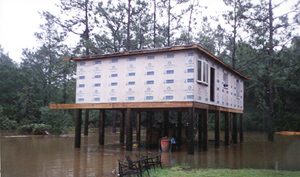
飓风丹尼过后，阿拉巴马州鲍德温县一幢在木桩上重建的房屋

阿拉巴马州内陆水域至少到1997年8月12日时都仍然有瓦砾残留，威胁到这些水域的濒危或受威胁海龟的生存。当地拖网捕虾船在风暴来临前必须采用不会对海龟的构成威胁的渔网等设备。阿拉巴马州保育和自然资源部海洋资源主任表示，太多的瓦砾导致这些区域的海龟防捕捞设备（如）工作非常困难。对此，美国国家环境保护局允许该地区采用更短的季节性拖网限制时间，从4月1日至10月31日的最大拖网时间为55分钟，11月1日到次年3月31日为75分钟。美国国家环境保护局希望能够通过缩短拖网时间，尽可能地减少海龟在拖网期间出现的伤亡，因为这些渔网中的海龟保护装置已经去除。
阿拉巴马州的墨西哥湾沿岸一家动物园有三头狼在风暴期间逃出，其中一头一直到11月才被寻获，这头狼之后重新安置到了海湾州立公园，由于旅游旺季已过，因此游客和食物都相应减少。另外两头狼中一头已遭枪杀，另一头之前已被擒获。
丹尼产生的降雨对美国东南部的部分棉花作物产生了利好影响，但也有些因此受损，例如阿拉巴马州就有约10万英亩棉田因受损太过严重，已经没有必要再将作物打捞上岸。风暴导致墨西哥湾沿岸炼油厂的汽油产量下降，致使美国的汽油价格在风暴过去后上涨并保持了数月之久。。中大西洋各州曾在7月遭受严重的干旱，因此丹尼产生的大量降水缓解了部分地区的灾情，但还不足以扭转弗吉尼亚州北部到新英格兰南部大部分地区旱情的进一步发展。
风暴以较为缓慢的速度登陆阿拉巴马州，这一期间有持续一天的时间其风眼距离莫比尔的一个多普勒雷达站非常近，为此气象学家对其进行了进一步的研究。由于风眼距陆地很近，因此气象部门可以直接对其进行通过飓风猎人侦察机无法实现的测量，再加上风暴登陆的速度很慢，给观测工作留下了更充分的余地。这次研究得出的其中一项结论就是，为了更准确地估算风暴的总体强度和表面层级风速，对风眼墙边界处的取样更加重要；另一项结论则指出，由于风眼墙的对流仍然保持在海面温度较高的水域上空，并且还有其它有利的外界环境因素，因此风暴在濒临海湾的潮汐河口缓慢移动期间仍然有望保持其强度，甚至还可能会有所增强。
风暴在多芬岛产生了932毫米降水，创下热带或亚热带气旋在阿拉巴马州产生降雨量的新纪录，即便是在整个美国也属最高之列。气旋在7月17日达到热带风暴强度，又创下大西洋飓风季中形成时间最早的第五场热带或亚热带风暴纪录，一直到2005年大西洋飓风季期间才被飓风艾米莉打破，艾米莉于7月12日达到热带风暴标准，把纪录提前了5天。